# Мамир (Ордабасинський район)
Мами́р (каз. Мамыр) — село у складі Ордабасинського району Туркестанської області Казахстану. Входить до складу Бадамського сільського округу.
До 1999 року село називалось Перше Мая.
Населення — 995 осіб (2021; 1012 у 2009, 1462 у 1999, 1020 у 1989).